# NGC 2562
NGC 2562 is een spiraalvormig sterrenstelsel in het sterrenbeeld Kreeft. Het hemelobject werd op 13 februari 1787 ontdekt door de Duits-Britse astronoom William Herschel.

## Synoniemen
- UGC 4345
- MCG 4-20-31
- ZWG 119.63
- ARAK 159
- PGC 23395